# جيون بورام
جيون بورام (مواليد 22 مارس 1986) هي ممثلة ومغنية كورية جنوبية وهي كانت عضوة في فرقة تي آرا الغنائية.

## روابط خارجية
- جيون بورام على موقع IMDb (الإنجليزية)
- جيون بورام على موقع ميوزك برينز (الإنجليزية)
- جيون بورام على موقع ديسكوغز (الإنجليزية)